# Jardinier de Sharpe
Ailuroedus stonii
Espèce
Le Jardinier de Sharpe (Ailuroedus stonii) est une espèce d'oiseaux de la famille des Ptilonorhynchidae.
Cet oiseau vit dans le sud de la Nouvelle-Guinée.